# Nimetön (klippor)
Nimetön är öar i Finland. De ligger i Bottenviken och i kommunen Uleåborg i landskapet Norra Österbotten, i den norra delen av landet. Öarna ligger omkring 31 kilometer nordväst om Uleåborg och omkring 560 kilometer norr om Helsingfors.
Arean för den av öarna koordinaterna pekar på är 0,5 hektar och dess största längd är 260 meter i sydöst-nordvästlig riktning. Närmaste större samhälle är Haukipudas, 14,3 km öster om Nimetön.